# Vincenc Makovský
Pour les articles homonymes, voir Makovský.
Vincenc Makovský (aussi Vincent Makovsky), né le 3 juin 1900 à Nové Město na Moravě dans le margraviat de Moravie et mort le 28 décembre 1966 à Brno, est un sculpteur tchécoslovaque d'avant-garde et un dessinateur industriel.

## Biographie

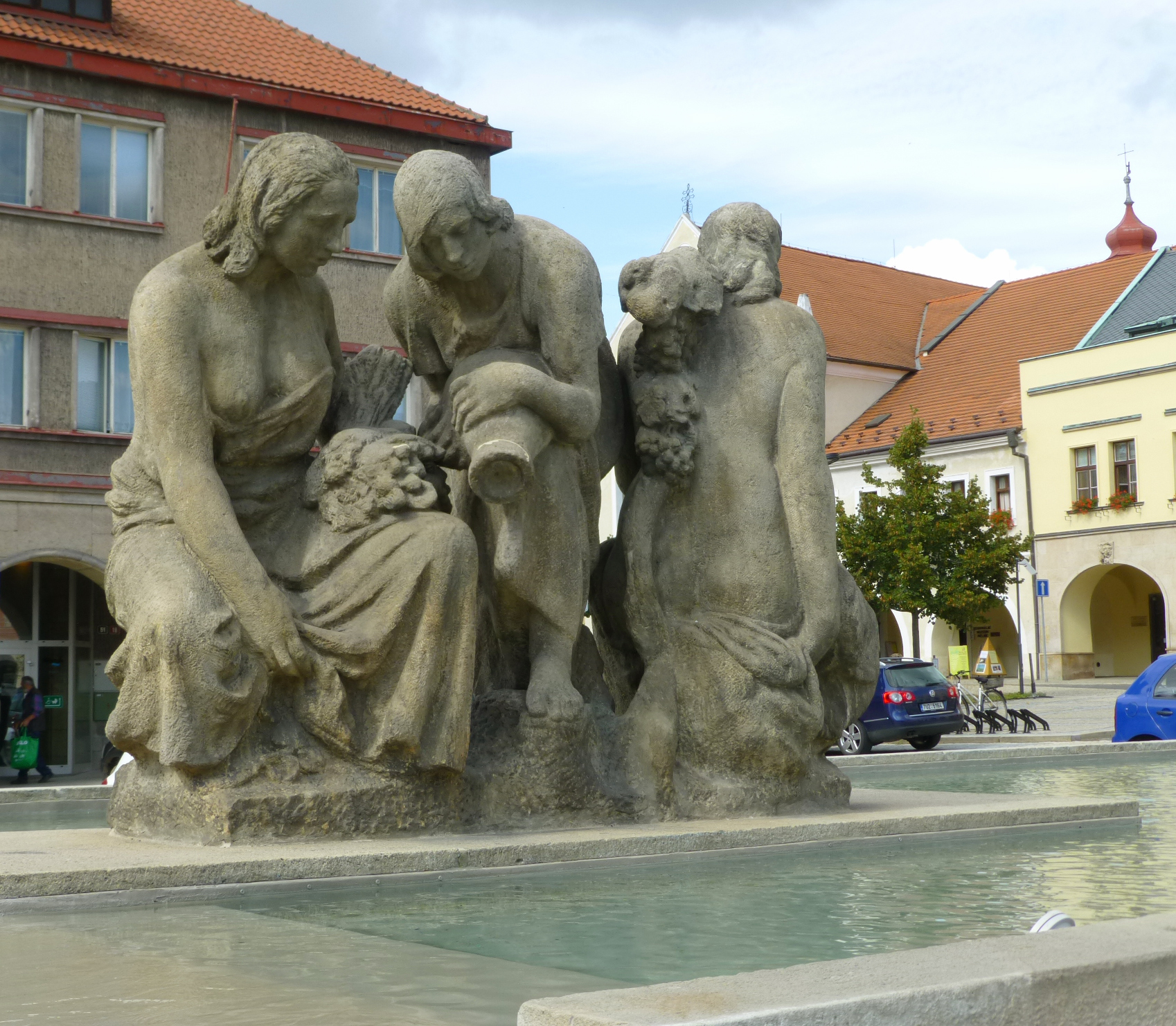
Sculpture représentant une allégorie de la récolte de vin par trois femmes, fontaine sur la place principale de Mělník, 1938 (?).

Vincenc Makovský est un des membres fondateurs du groupe surréaliste de Prague, mais n'a pas été longtemps actif avec ce groupe.
Il a fondé l'école des arts à Zlín en 1940.
En 1941, Vincenc Makovský conçoit la première foreuse radiale tchèque, connue sous le nom de VR8.

## Récompenses et distinctions
- 1958 : Artiste national